# Miguel Alonso García Álvarez
Miguel Alonso García Álvarez (Los Cabos, Baja California Sur; 14 de octubre de 2001) es un futbolista mexicano, juega como mediocentro y su equipo actual es el Club Atlético de San Luis de la Primera División de México.

## Trayectoria

### Formación en Guerreros Pericúes y Progreso FC
Inicio su carrera en el año 2016 con los Guerreros Pericúes de la tercera división, 5 años después retomaría su carrera ingresando al equipo de Progreso FC, donde anotó 10 goles en 20 partidos, eso le valió participar en el Torneo del Sol.

### Venados Fútbol Club
En 2022 es registrado con los Venados FC de la Liga de Expansión, debutando el 20 de julio de 2022 ante Alacranes de Durango.

### Club Atlético de San Luis
Debuta en el Máximo Circuito en la Jornada 2 del Clausura 2025, frente al Club Puebla.